# Aage von Kohl
Aage Herman von Kohl (født 5. december 1877 i København, død 5. august 1946 på Frederiksberg) var en dansk forfatter. Han var bror til forfatteren Louis von Kohl og far til skuespiller Mette von Kohl.
von Kohl skrev æstetiske afhandlinger, skuespil og noveller. Hans vigtigste arbejde er den omfangsrige roman Mikrobernes Palads (3 bind, 1908), en skildring af den russisk-baltiske flåde på vej til Østasien og ødelæggelse under den Russisk-japanske krig.